# Мирний (Куйбишевський район)
Мирний (рос. Мирный) — селище у Куйбишевському районі Новосибірської області Російської Федерації.
Входить до складу муніципального утворення Веснянська сільрада. Населення становить 85 осіб (2010).

## Історія
Згідно із законом від 2 червня 2004 року органом місцевого самоврядування є Веснянська сільрада.

## Населення
| 2002 | 2007 | 2010 |
| ---- | ---- | ---- |
| 145  | ↘137 | ↘85  |